# Hagen hilft!
In der Coaching-Soap Hagen hilft! versucht Unternehmensberater Stefan Hagen meist ein Kleinunternehmen (typische Beispiele sind Handwerksbetriebe wie Bäckereien oder Schuster) wieder auf Erfolgskurs zu bringen. Die Sendung läuft dabei immer nach demselben Schema ab:
Im Stil von dem RTL-Format Raus aus den Schulden wird zu Beginn der Sendung eine Bilanz an der Flipchart erstellt, die neben den Zahlen des Unternehmens auch die private finanzielle Situation beleuchtet. In späteren Episoden wurde das Flipchart immer häufiger durch bunte Zettel ersetzt, auf denen Stefan Hagen die finanziellen Fakten darstellt. Mit seinem vorerst letzten Besuch zieht der Business-Coach gegen Ende der Sendung eine erneute Bilanz und überprüft, ob er die Situation durch seine Anregungen verbessern konnte.
Anschließend erhält das Unternehmen bzw. dessen Inhaber einige Aufgaben, die das Unternehmen bekannter machen sollen, wodurch sich Stefan Hagen eine Umsatzsteigerung erhofft. Typische Anregungen sind das Kreieren neuer Produkte (etwa ein neues Brot), „Neukundenakquise“, womit zumeist Kooperationen mit anderen Betrieben, lokalen Hotels oder das Verteilen von Flyern sowie das Verbessern der Webauftritte zusammengefasst wird, und schließlich die Organisation einer größeren Veranstaltung (Tag der offenen Tür, Brotfest, Modenschau, Brauereifest usw.). Hagen legt dabei viel Wert darauf, dass seine Klienten eigene Ideen und ihre speziellen Kenntnisse in die Planung mit einbringen. Des Weiteren lässt es sich der Coach nicht nehmen, sich selbst von den Produkten des Unternehmens, welches er gerade betreut, zu überzeugen. Dies ist vor allem in der Gastronomie der Fall, wo er sich gerne Zeit nimmt, um das kulinarische Angebot ausgiebig zu überprüfen.
Während des Coachings begleitet Hagen ähnlich wie Peter Zwegat in Raus aus den Schulden nicht dauerhaft, sondern kommt in bestimmten Zeitabständen zu Besuch um sich über den Stand der Dinge zu erkundigen.
Oftmals geht das Engagement des Unternehmensberaters in der Sendung weit über seine eigentlichen Kompetenzen hinaus – etwa führt er in Teilen auch Schuldner- und Lebensberatung durch. So hat Stefan Hagen auch immer ein offenes Ohr für die privaten Probleme der Unternehmer und bietet auch in diesem Bereich Lösungsvorschläge an.
Stefan Hagen zog zu einigen Fällen auch Experten zu Raten. So war beispielsweise der Visual-Marketing-Experte Carsten Bolz in einigen Folgen zu sehen; auch diverse Webdesigner kamen folgenweise zum Einsatz.
Die erste Staffel endete nach acht Folgen. Nach der zweiten Staffel wurde bereits die dritte und vorerst letzte Staffel des Formates ausgestrahlt.

## Einschaltquoten
Staffel I
| Folge         | Marktanteil (14–49 J.) |
| I             | 4,2 %                  |
| II            | 8,3 %                  |
| Durchschnitt: | 4,3 %                  |